# Chiapacris nayaritus
Chiapacris nayaritus är en insektsart som beskrevs av Otte, D. 1979. Chiapacris nayaritus ingår i släktet Chiapacris och familjen gräshoppor. Inga underarter finns listade i Catalogue of Life.